# Khàlaf ibn Ràixid
Khàlaf ibn Ràixid ibn Àssad (àrab: خلف بن راشد بن أسد, Ḫalaf b. Rāxid b. Asad) (? - 862) fou un cabdill andalusí de la vall de l'Ebre. Fou lloctinent de Bahlul ibn Marzuq, el líder dels rebels de Saraqusta que conquerí Waixqa l'any 800. Abans de la rebel·lió, Khàlaf formava part de la guarnició d'Antasar, lloc que cal identificar amb el castell d'Entença, a la Baixa Ribagorça.
Entre el 797 i 802 la vida de Khàlaf estigué molt lligada a la sort i desgràcia de Bahlul. Aquest mantenia relacions, almenys des del 798, amb l'Imperi Carolingi, que recolzava la seva insubmissió a l'Emirat de Qúrtuba. Khàlaf fou enviat per Bahlul a negociar un tractat de pau amb Guillem I de Tolosa i assistí a la Dieta de Tolosa de 798. Tot i això, es negà a lliurar Saraqusta a Lluís I el Pietós d'Aquitània, fill de Carlemany, l'estiu de l'any 800. Bahlul rebé la recomanació de Guillem de Tolosa d'eliminar Khàlaf, que capturà, i decidí enviar-lo a Tolosa, però la família de Khàlaf aconseguí alliberar-lo al seu pas per Yaso, lloc proper a Morrano. Després es dirigiren a Barbastre i des d'allà iniciaren una ofensiva contra Bahlul.
Quan Bahlul fou derrotat i fugí cap al Pallars, fou perseguit per Khàlaf ibn Ràixid fins a la cova que encara porta el seu nom, Algar de Buhlul, a Huerta del Vero, avui municipi de Santa María de Dulcis, on el matà. Khàlaf fou recompensat amb el govern de Waixqa i Barbitanya, que controlà durant una seixantena d'anys (802-862) i fou succeït en el govern pel seu fill Abd-Al·lah ibn Khàlaf ibn Ràixid. La família de Khàlaf, els Banu Khàlaf, continuaren governant a Barbitanya fins al 874, aproximadament. Després d'un enfrontament amb Ismaïl ibn Mussa, el govern de Barbitanya fou transferit als Banu Qassi.